# Gürbey İleri
Gürbey İleri (n. Estambul, Turquía; 13 de febrero de 1988) es un actor de televisión turco conocido internacionalmente por haber interpretado a Şehzade  Mehmed en Muhteşem Yüzyıl (conocida en Latinoamérica como El sultán).

## Biografía y carrera
Gürbey Ileri nació en Estambul, Turquía el 13 de febrero de 1988. 
Se desconoce muy poco sobre los lugares donde estudió su infancia y parte de su juventud, pero se sabe que estudió en la Universidad de Beykent una universidad privada en su natal Estambul y donde empezó a estudiar actuación.
En el año 2007 debutó en la serie de drama adolescente de FOX Turquía, Ara Sıradakiler en donde interpretó a 'Kerem'.
Para 2011 le llega el papel y con el que le dio más reconocimiento a nivel mundial, con el personaje de 'Şehzade  Mehmed' en Muhteşem Yüzyıl, siendo el primero de los otros 3 hijos de la sultana Hürrem y el sultan Soleimán.
Su última participación fue en 2014 en donde interpretó a 'Kerem Sarter' en la serie de televisión turca Kaderimin Yazıldığı Gün.

## Filmografía

### Televisión
| Año       | Título                      | Personaje      |
| --------- | --------------------------- | -------------- |
| 2014-2015 | Kaderimin Yazıldığı Gün     | Kerem Sarter   |
| 2014      | Muhteşem Yüzyıl-Gizli Dünya | Él mismo       |
| 2012-2013 | Muhteşem Yüzyıl             | Şehzade Mehmed |
| 2007-2012 | Ara Sıradakiler             | Kerem          |